# Senatori della Legislatura 2020-2024 della Romania
Questo elenco riporta i nomi dei senatori della legislatura 2020-2024 della Romania dopo le elezioni parlamentari del 2020 per gruppo parlamentare di adesione nella "composizione storica".

## Riepilogo della composizione

### Riepilogo dei seggi alle liste del Senato
Di seguito tabella riassuntiva del numero dei mandati assegnati a ciascun partito e coalizione ad inizio legislatura.
| Liste                         | Liste                                                 | Seggi |
| ----------------------------- | ----------------------------------------------------- | ----- |
|                               | Partito Social Democratico                            | 47    |
|                               | Partito Nazionale Liberale                            | 41    |
|                               | Unione Salvate la Romania                             | 17    |
|                               | Partito della Libertà, dell'Unità e della Solidarietà | 8     |
| Totale Alleanza 2020 USR PLUS | Totale Alleanza 2020 USR PLUS                         | 25    |
|                               | Alleanza per l'Unione dei Romeni                      | 14    |
|                               | Unione Democratica Magiara di Romania                 | 9     |
| Totale                        | Totale                                                | 136   |

### Riepilogo composizione del Senato
Di seguito tabella riassuntiva del numero dei mandati suddivisi per gruppo parlamentare ad inizio e fine legislatura e al 1º gennaio di ogni anno.
| Gruppi parlamentari | Gruppi parlamentari                   | Inizio | 2021 | 2022 | 2023 | 2024 | Fine | Differenza tra fine e inizio legislatura |
| ------------------- | ------------------------------------- | ------ | ---- | ---- | ---- | ---- | ---- | ---------------------------------------- |
|                     | Partito Social Democratico            | 47     | 47   | 47   | 48   | 48   | 49   | +2                                       |
|                     | Partito Nazionale Liberale            | 41     | 41   | 38   | 39   | 37   | 31   | -10                                      |
|                     | Unione Salvate la Romania             | 25     | 25   | 25   | 22   | 20   | 19   | -6                                       |
|                     | Alleanza per l'Unione dei Romeni      | 14     | 14   | 13   | 12   | 15   | 15   | +1                                       |
|                     | Unione Democratica Magiara di Romania | 9      | 9    | 9    | 9    | 9    | 9    | -                                        |
|                     | Non iscritti                          | -      | -    | 4    | 6    | 7    | 8    | +8                                       |
| Totale              | Totale                                | 136    | 136  | 136  | 136  | 136  | 131  | -5                                       |
| 1.                  |                                       |        |      |      |      |      |      |                                          |

## Gruppi parlamentari

### Partito Social Democratico

#### Presidente
- Ștefan Radu Oprea (dal 25 novembre 2021 al 19 giugno 2023)
- Lucian Romașcanu (fino al 25 novembre 2021 e dal 19 giugno 2023 al 27 ottobre 2024)
- Florian Daniel Bodog (dal 28 ottobre 2024)

#### Vicepresidenti
- Ioan Deneș
- Liviu Lucian Mazilu
- Liliana Sbîrnea
- Florian Daniel Bodog (fino al 27 ottobre 2024)

#### Segretari
- Siminica Mirea (dal 1º febbraio 2022)
- Cristina Mariana Stocheci (fino al 1º febbraio 2022)

#### Membri
- Leonard Azamfirei
- Florian Daniel Bodog
- Robert Cazanciuc
- Nicușor Cionoiu
- Titus Corlățean
- Gabriela Crețu
- Ionel Dănuț Cristescu
- Răzvan Cuc
- Ioan Deneș
- Eugen Dogariu
- Marius Dunca
- Laura Mihaela Fulgeanu Moagher
- Mihail Genoiu
- Laura Georgescu
- Marius Humelnicu
- Constantin Bogdan Matei
- Liviu Lucian Mazilu
- Alfred Laurențiu Antonio Mihai
- Siminica Mirea
- Gabriel Mutu
- Ștefan Radu Oprea
- Eusebiu Manea Pistru
- Maricel Popa
- Ion Prioteasa
- Ovidiu Puiu
- Bianca Mihaela Purcărin
- Sebastian Răducanu
- Cornel Cristian Resmeriță
- Ion Rotaru
- Ion Cristinel Rujan
- Liliana Sbîrnea
- Ioan Stan
- Paul Stănescu
- Cristina Mariana Stocheci
- Adrian Streinu Cercel
- Felix Stroe
- Angel Tîlvăr
- Marius Gheorghe Toanchină
- Lucian Trufin
- Sorin Vlașin
- Daniel Cătălin Zamfir
- Florentina Doina Stîngu (dal 18 novembre 2024)
- Alexandru Bușcu (dal 28 ottobre 2024)
- Răzvan Iulian Ciortea (dal 17 luglio 2024)
- Adriana Larisa Antipa (dal 17 luglio 2024)
- Liviu Dumitru Voiculescu (dall'11 marzo 2024)
- Iulian Mihail Bîca (dal 1º febbraio 2024)
- Claudiu Marinel Mureșan (dal 12 settembre 2023)
- Gheorghiță Mîndruță (dal 10 ottobre 2022)
- Ionela Cristina Breahnă Pravăț (fino al 4 novembre 2024)
- Lucian Romașcanu (fino al 27 ottobre 2024)
- Adrian Constantin Torma (dal 23 ottobre 2023 al 24 ottobre 2024)
- Vasile Dîncu (fino al 10 luglio 2024)
- Gabriela Firea (fino al 1º luglio 2024)
- Călin Gheorghe Matieș (fino al 12 novembre 2023)
- Ion Mocioalcă (fino al 13 ottobre 2023)

### Partito Nazionale Liberale

#### Presidente
- Daniel Fenechiu (dal 1º settembre 2021)
- Virgil Guran (fino al 1º settembre 2021)

#### Vicepresidenti
- Dănuț Bica
- Ioan Cristian Chirteș
- Ioan Cristina
- Cristian Augustin Niculescu Țâgârlaș
- Mihail Veștea (dal 18 settembre 2023)
- Nicoleta Pauliuc (dal 1º febbraio 2022)
- Stela Firu (dal 6 settembre 2021)
- Eugen Pîrvulescu (dal 1º febbraio 2023 al 7 ottobre 2024)
- Liviu Dumitru Voiculescu (dal 6 settembre 2021 all'11 marzo 2024)
- Vasilica Potecă (dal 6 settembre 2021 al 4 settembre 2023)
- Ion Iordache (fino al 3 novembre 2021)
- Nicolae Neagu (fino al 1º settembre 2021)
- Eugen Țapu Nazare (fino al 1º settembre 2021)

#### Segretari
- Ciprian Pandea (dal 6 settembre 2021)
- Liviu Dumitru Voiculescu (fino al 6 settembre 2021)

#### Membri
- Vasile Cristian Achiței
- Monica Anisie
- Claudia Mihaela Banu
- Dănuț Bica
- Septimiu Sebastian Bourceanu
- Constantin Daniel Cadariu
- Ioan Cristian Chirteș
- Nicolae Ciucă
- Sorin Cîmpeanu
- Florin Cîțu
- Ioan Cristina
- Daniel Fenechiu
- Stela Firu
- Alina Gorghiu
- Virgil Guran
- Adrian Hatos
- Raluca Gabriela Ioan
- Nicolae Neagu
- Cristian Augustin Niculescu Țâgârlaș
- Ciprian Pandea
- Nicoleta Pauliuc
- Vlad Mircea Pufu
- George Scarlat
- Eugen Țapu Nazare
- Marcel Vela
- Mihail Veștea
- Bianca Maria Patrichi (dal 21 ottobre 2024)
- Mihăiță Dohotar (dal 13 novembre 2023)
- Claudiu Vasile Răcuci (dal 26 giugno 2023)
- Patricia Simina Arina Moș (dal 3 ottobre 2022)
- Ion Iordache (fino al 3 novembre 2021 e dal 3 ottobre 2022)
- Alexandru Nazare (fino all'8 novembre 2024)
- Toma Petcu (fino al 23 ottobre 2024)
- Roberta Anastase (fino al 14 ottobre 2024)
- Eugen Pîrvulescu (fino al 7 ottobre 2024)
- Liviu Brătescu (dal 14 giugno 2022 al 16 settembre 2024)
- Lucica Dina Muntean (fino al 12 maggio 2024)
- Liviu Dumitru Voiculescu (fino all'11 marzo 2024)
- Viorel Riceard Badea (fino al 7 novembre 2023)
- Iulian Mihail Bîca (fino al 17 settembre 2023)
- Vasilica Potecă (fino al 4 settembre 2023)
- Sorin Ioan Bumb (fino al 1º maggio 2023)
- Laura Iuliana Scântei (fino all'8 giugno 2022)
- Gheorghe Carp (fino al 1º maggio 2022)
- Ovidiu Iosif Florean (fino al 27 ottobre 2021)
- Adrian Oros (fino all'8 novembre 2021)

### Unione Salvate la Romania
Fino al giugno 2021 denominato Gruppo dell'Alleanza USR PLUS.

#### Presidente
- Ion Narcis Mircescu (dal 17 giugno 2024)
- Radu Mihai Mihail (fino al 17 giugno 2024)

#### Vicepresidenti
- Ambrozie Irineu Darău (dal 2 settembre 2024)
- Cristian Bordei (dal 18 giugno 2024)
- Adina Săniuță (dal 18 giugno 2024)
- Cristinel Gabriel Berea (dal 4 settembre 2023)
- Aurel Oprinoiu (dal 1º febbraio 2022)
- Ștefan Pălărie (dal 1º febbraio 2022)
- Raoul Adrian Trifan (dal 1º febbraio 2022)
- Sebastian Cernic (dal 1º febbraio 2022 al 2 settembre 2024)
- Costel Vicol (dal 1º febbraio 2024 al 2 settembre 2024)
- Eugen Remus Negoi (dal 4 settembre 2023 al 1º febbraio 2024)
- Ion Narcis Mircescu (fino al 1º febbraio 2022)
- Ion Dragoș Popescu (fino al 1º febbraio 2022)
- Elena Simona Spătaru (fino al 1º febbraio 2022)
- Alexandru Robert Zob (fino al 1º febbraio 2022)

#### Segretari
- Costel Vicol (dal 4 maggio 2021 al 1º febbraio 2024 e dal 2 settembre 2024)
- Cristian Bordei (dal 1º febbraio 2024 al 17 giugno 2024)

#### Membri
- Cristinel Gabriel Berea
- Marius Bodea
- Cristian Bordei
- Sebastian Cernic
- Ambrozie Irineu Darău
- Silvia Monica Dinică
- Cristian Ghica
- Dan Ivan
- Radu Mihai Mihail
- Ion Narcis Mircescu
- Eugen Remus Negoi
- Aurel Oprinoiu
- Ștefan Pălărie
- Elena Simona Spătaru
- Raoul Adrian Trifan
- Costel Vicol
- Alexandru Robert Zob
- Adina Săniuță (dal 21 dicembre 2023)
- Virgil Marius Bob (dal 1º febbraio 2022)
- Sergiu Cosmin Vlad (fino al 3 dicembre 2024)
- Claudiu Marinel Mureșan (fino al 25 giugno 2023)
- Anca Dragu (fino al 21 dicembre 2023)
- Andrei Postică (fino al 19 settembre 2023)
- Gheorghiță Mîndruță (fino al 1º settembre 2022)
- Ion Dragoș Popescu (fino al 22 giugno 2022)
- Cosmin Marian Poteraș (fino al 15 giugno 2022)
- Cosmin Cristian Viașu (fino al 21 gennaio 2022)

### Alleanza per l'Unione dei Romeni

#### Presidente
- Călin Gheorghe Matieș (dal 25 giugno 2024)
- Claudiu Târziu (fino al 24 giugno 2024)

#### Vicepresidenti
- Sorin Lavric
- Valentin Rica Cioromelea (dal 4 settembre 2023)
- Sorin Cristian Mateescu (dal 4 settembre 2023 al 12 dicembre 2024)
- Ionuț Neagu (dal 1º settembre 2022 al 4 settembre 2023)
- Rodica Boancă (fino al 26 giugno 2023)

#### Segretari
- Gheorghe Adrian Cătană (dal 1º febbraio 2024)
- Andrei Hangan (dal 4 settembre 2023 al 1º febbraio 2024)
- Valentin Rica Cioromelea (dal 1º settembre 2022 al 4 settembre 2023)
- Ionuț Neagu (dal 1º settembre 2021 al 1º settembre 2022)
- Diana Iovanovici Șoșoacă (fino al 15 febbraio 2021)

#### Membri
- Andrei Busuioc
- Gheorghe Adrian Cătană
- Valentin Rica Cioromelea
- Dorinel Cosma
- Adrian Costea
- Mircea Dăneasă
- Andrei Hangan
- Sorin Lavric
- Ionuț Neagu
- Ionela Alina Dumitru (dal 17 luglio 2024)
- Andrei Emil Dîrlău (dal 17 luglio 2024)
- Ovidiu Iosif Florean (dal 13 novembre 2023)
- Călin Gheorghe Matieș (dal 12 novembre 2023)
- Vasilica Potecă (dal 4 settembre 2023)
- Evdochia Aelenei (fino al 1º settembre 2022 e dal 6 marzo 2023)
- Sorin Cristian Mateescu (fino al 12 dicembre 2024)
- Claudiu Târziu (fino al 10 luglio 2024)
- Rodica Boancă (fino al 26 giugno 2023)
- Diana Iovanovici Șoșoacă (fino al 15 febbraio 2021)

### Unione Democratica Magiara di Romania

#### Presidente
- Attila Cseke (dal 4 settembre 2023)
- Lóránd Turos (fino al 4 settembre 2023)

#### Vicepresidenti
- László Ődőn Fejér
- Lóránd Turos (dal 4 settembre 2023)

#### Segretari
- Károly Zsolt Császár

#### Membri
- István Loránt Antal
- Károly Zsolt Császár
- Attila Cseke
- László Ődőn Fejér
- Irina Elisabeta Kovács
- Attila László
- Barna Tánczos
- Lóránd Turos
- Levente Novak (dal 28 novembre 2022)
- Csaba Zoltán Novák (fino al 14 novembre 2022)

### Non iscritti

#### Membri
- Adrian Oros (dall'8 novembre 2021)
- Cosmin Marian Poteraș (dal 15 giugno 2022)
- Ion Dragoș Popescu (dal 22 giugno 2022)
- Rodica Boancă (dal 26 giugno 2023)
- Andrei Postică (dal 19 settembre 2023)
- Lucica Dina Muntean (dal 12 maggio 2024)
- Liviu Brătescu (dal 16 settembre 2024)
- Eugen Pîrvulescu (dal 7 ottobre 2024)
- Diana Iovanovici Șoșoacă (dal 15 febbraio 2021 al 10 luglio 2024)
- Iulian Mihail Bîca (dal 17 settembre 2023 al 1º febbraio 2024)
- Ovidiu Iosif Florean (dal 27 ottobre 2021 al 13 novembre 2023)
- Claudiu Marinel Mureșan (dal 25 giugno 2023 al 12 settembre 2023)
- Evdochia Aelenei (dal 1º settembre 2022 al 6 marzo 2023)
- Gheorghiță Mîndruță (dal 1º settembre 2022 al 10 ottobre 2022)
- Ion Iordache (dal 3 novembre 2021 al 3 ottobre 2022)

## Modifiche intervenute

### Modifiche intervenute nella composizione del Senato
- Il 1º febbraio 2022 a Cosmin Cristian Viașu (Unione Salvate la Romania), deceduto il 21 gennaio 2022[1], subentra Virgil Marius Bob (Unione Salvate la Romania).
- Il 14 giugno 2022 a Laura Iuliana Scântei (Partito Nazionale Liberale), dimessasi l'8 giugno 2022 dopo essere stata nominata giudice della Corte costituzionale della Romania[2], subentra Liviu Brătescu (Partito Nazionale Liberale).
- Il 3 ottobre 2022 a Gheorghe Carp (Partito Nazionale Liberale), dimessosi il 1º maggio 2022 dopo essere stato nominato direttore dell'ospedale distrettuale di Oradea[3], subentra Patricia Simina Arina Moș (Partito Nazionale Liberale)[4].
- Il 28 novembre 2022 a Csaba Zoltán Novák (Unione Democratica Magiara di Romania), dimessosi il 14 novembre 2022 dopo essere stato nominato dirigente dell'Istituto per lo studio delle minoranze etniche[5], subentra Levente Novak (Unione Democratica Magiara di Romania).
- Il 26 giugno 2023 a Sorin Ioan Bumb (Partito Nazionale Liberale), dimessosi il 1º maggio 2023 dopo essere stato nominato membro del comitato di regolamentazione dell'ANRE[6], subentra Claudiu Vasile Răcuci (Partito Nazionale Liberale).
- Il 23 ottobre 2023 a Ion Mocioalcă (Partito Social Democratico), dimessosi il 13 ottobre 2023 dopo essere stato nominato vicepresidente della Corte dei Conti[7], subentra Adrian Constantin Torma (Partito Social Democratico).
- Il 13 novembre 2023 a Viorel Riceard Badea (Partito Nazionale Liberale), dimessosi il 7 novembre 2023 dopo essere stato nominato console generale a Dubai[8], subentra Mihăiță Dorotan (Partito Nazionale Liberale).
- Il 21 dicembre 2023 a Anca Dragu (Unione Salvate la Romania), dimessasi dopo essere stata nominata governatrice della Banca nazionale della Moldavia[9], subentra Adina Săniuță (Unione Salvate la Romania).
- Il 17 luglio 2024 a Gabriela Firea (Partito Social Democratico) e Vasile Dîncu (Partito Social Democratico), dimessisi il 1º e il 10 luglio 2024 dopo essere stati eletti europarlamentari, subentrano Adriana Larisa Antipa (Partito Social Democratico) e Răzvan Iulian Ciortea (Partito Social Democratico).
- Il 17 luglio 2024 a Diana Iovanovici Șoșoacă (Non iscritti), dimessasi il 10 luglio 2024 dopo essere stata eletta europarlamentare, subentra Ionela Alina Dumitru (Alleanza per l'Unione dei Romeni).
- Il 17 luglio 2024 a Claudiu Târziu (Alleanza per l'Unione dei Romeni), dimessosi il 10 luglio 2024 dopo essere stato eletto europarlamentare, subentra Andrei Emil Dîrlău (Alleanza per l'Unione dei Romeni).
- Il 21 ottobre a Roberta Anastase (Partito Nazionale Liberale), dimessasi il 14 ottobre 2024 dopo essere stata nominata membro del consiglio d'amministrazione della Banca nazionale della Romania[10], subentra Bianca Maria Patrichi (Partito Nazionale Liberale).
- Il 23 ottobre 2024 Toma Petcu (Partito Nazionale Liberale) si dimette dopo essere stato eletto presidente del consiglio distrettuale di Giurgiu[11]
- Il 28 ottobre 2024 a Lucian Romașcanu (Partito Social Democratico), dimessosi il 27 ottobre 2024 dopo essere stato eletto presidente del consiglio distrettuale di Buzău[12], subentra Alexandru Bușcu (Partito Social Democratico).
- Il 4 novembre 2024 Ionela Cristina Breahnă Pravăț (Partito Social Democratico) si dimette dopo essere stata eletta presidente del consiglio distrettuale di Bacău.
- L'8 novembre 2024 Alexandru Nazare (Partito Nazionale Liberale) si dimette dopo essere stato nominato membro del consiglio d'amministrazione della Banca nazionale della Romania[13].
- Il 18 novembre 2024 a Adrian Constantin Torma (Partito Social Democratico), dimessosi il 24 ottobre 2024 essere stato eletto sindaco di Moldova Nouă[12], subentra Florentina Doina Stîngu (Partito Social Democratico)
- Il 3 dicembre 2024 Sergiu Cosmin Vlad (Unione Salvate la Romania) si dimette per non beneficiare della pensione parlamentare[14].
- Il 12 dicembre 2024 Sorin Cristian Mateescu (Alleanza per l'Unione dei Romeni) si dimette da senatore[15].

### Modifiche intervenute nella composizione dei gruppi

#### Partito Social Democratico
- Il 10 ottobre 2022 aderisce al gruppo Gheorghiță Mîndruță, proveniente dal gruppo dei Non iscritti.
- Il 12 settembre 2023 aderisce al gruppo Claudiu Marinel Mureșan, proveniente dal gruppo dei Non iscritti.
- Il 12 novembre 2023 lascia il gruppo Călin Gheorghe Matieș, che aderisce al gruppo dell'Alleanza per l'Unione dei Romeni.
- Il 1º febbraio 2024 aderisce al gruppo Iulian Mihail Bîca, proveniente dal gruppo dei Non iscritti.
- L'11 marzo 2024 aderisce al gruppo Liviu Dumitru Voiculescu, proveniente dal gruppo del Partito Nazionale Liberale.

#### Partito Nazionale Liberale
- Il 27 ottobre 2021 lascia il gruppo Ovidiu Iosif Florean, che aderisce al gruppo dei Non iscritti.
- Il 3 novembre 2021 lascia il gruppo Ion Iordache, che aderisce al gruppo dei Non iscritti.
- L'8 novembre 2021 lascia il gruppo Adrian Oros, che aderisce al gruppo dei Non iscritti.
- Il 3 ottobre 2022 aderisce al gruppo Ion Iordache, proveniente dal gruppo dei Non iscritti.
- Il 4 settembre 2023 lascia il gruppo Vasilică Potecă, che aderisce al gruppo dell'Alleanza per l'Unione dei Romeni.
- Il 17 settembre 2023 lascia il gruppo Iulian Mihail Bîca, che aderisce al gruppo dei Non iscritti.
- L'11 marzo 2024 lascia il gruppo Liviu Dumitru Voiculescu, che aderisce al gruppo del Partito Social Democratico.
- Il 12 maggio 2024 lascia il gruppo Lucica Dina Muntean, che aderisce al gruppo dei Non iscritti.
- Il 16 settembre 2024 lascia il gruppo Liviu Brătescu, che aderisce al gruppo dei Non iscritti.
- Il 7 ottobre 2024 lascia il gruppo Eugen Pîrvulescu, che aderisce al gruppo dei Non iscritti.

#### Unione Salvate la Romania
- Il 15 giugno 2022 lascia il gruppo Cosmin Marian Poteraș, che aderisce al gruppo dei Non iscritti.
- Il 22 giugno 2022 lascia il gruppo Ion Dragoș Popescu, che aderisce al gruppo dei Non iscritti.
- Il 1º settembre 2022 lascia il gruppo Gheorghiță Mîndruță, che aderisce al gruppo dei Non iscritti.
- Il 25 giugno 2023 lascia il gruppo Claudiu Marinel Mureșan, che aderisce al gruppo dei Non iscritti.
- Il 19 settembre 2023 lascia il gruppo Andrei Postică, che aderisce al gruppo dei Non iscritti.

#### Alleanza per l'Unione dei Romeni
- Il 15 febbraio 2021 lascia il gruppo Diana Iovanovici Șoșoacă, che aderisce al gruppo dei Non iscritti[16].
- Il 1º settembre 2022 lascia il gruppo Evdochia Aelenei, che aderisce al gruppo dei Non iscritti.
- Il 6 marzo 2023 aderisce al gruppo Evdochia Aelenei, proveniente dal gruppo dei Non iscritti.
- Il 26 giugno 2023 lascia il gruppo Rodica Boancă, che aderisce al gruppo dei Non iscritti.
- Il 4 settembre 2023 aderisce al gruppo Vasilică Potecă, proveniente dal gruppo del Partito Nazionale Liberale.
- Il 12 novembre 2023 aderisce al gruppo Călin Gheorghe Matieș, proveniente dal gruppo del Partito Social Democratico.
- Il 13 novembre 2023 aderisce al gruppo Ovidiu Iosif Florean, proveniente dal gruppo dei Non iscritti.